# Étoile de Bessèges 2019
Étoile de Bessèges 2019 var den 49. udgave af det franske landevejscykelløb. Løbet foregik i perioden 7. til 10. februar 2019. Løbet var en del af UCI Europe Tour 2019 og var i kategorien 2.1. Den samlede vinder af løbet blev franske Christophe Laporte fra Cofidis.

## Hold og ryttere
| UCI WorldTeams (5)- AG2R La Mondiale - Groupama-FDJ - Lotto Soudal - Trek-Segafredo - EF Education First UCI Professionelle kontinentalthold (12)- Vital Concept-B&B Hotels - Delko-Marseille Provence - Direct Énergie - Cofidis, Solutions Crédits - Arkéa-Samsic - Wanty-Groupe Gobert - Wallonie Bruxelles - Sport Vlaanderen-Baloise - Gazprom-RusVelo - Euskadi Basque Country-Murias - Israel Cycling Academy - Corendon-Circus UCI Kontinentalhold (5)- Saint Michel-Auber 93 - Natura4Ever-Roubaix Lille Métropole - Amore & Vita-Prodir - Sovac - Team Colpack |
| |

### Danske ryttere
- Mads Pedersen kørte for Trek-Segafredo
- Matti Breschel kørte for EF Education First Pro Cycling

## Etaperne
| Etape    | Dato     | Start – Mål                             | type          | Afstand (km) | Etapevinder        | Førende rytter     |
| -------- | -------- | --------------------------------------- | ------------- | ------------ | ------------------ | ------------------ |
| 1. etape | 7. feb.  | Bellegarde – Beaucaire                  | flad etape    | 162          | Bryan Coquard      | Bryan Coquard      |
| 2. etape | 8. feb.  | Saint-Geniès-de-Malgoirès – La Calmette | flad etape    | 154          | Christophe Laporte | Christophe Laporte |
| 3. etape | 9. feb.  | Bessèges – Bessèges                     | kuperet etape | 158          | Marc Sarreau       | Christophe Laporte |
| 4. etape | 10. feb. | Alès – Alès                             | enkeltstart   | 10,7         | Christophe Laporte | Christophe Laporte |

### 1. etape
| \| Etaperesultat \| Etaperesultat \| Etaperesultat \| Etaperesultat \| Etaperesultat \| \| Rytter \| Rytter \| Hold \| Tid \| \| \| ------------- \| ------------------ \| ----------------------------------- \| ------------- \| ------------- \| \| 1. \| Bryan Coquard \| Vital Concept-B&B Hotels \| 3t 16' 42" \| \| \| 2. \| Sacha Modolo \| EF Education First \| + 0" \| \| \| 3. \| Pierre Barbier \| Natura4Ever-Roubaix Lille Métropole \| + 0" \| \| \| 4. \| Marc Sarreau \| Groupama-FDJ \| + 0" \| \| \| 5. \| Christophe Laporte \| Cofidis, Solutions Crédits \| + 0" \| \| \| 6. \| Tom Van Asbroeck \| Israel Cycling Academy \| + 0" \| \| \| 7. \| Kenny Dehaes \| Wallonie Bruxelles \| + 0" \| \| \| 8. \| Roy Jans \| Corendon-Circus \| + 0" \| \| \| 9. \| Clément Venturini \| AG2R La Mondiale \| + 0" \| \| \| 10. \| Amaury Capiot \| Sport Vlaanderen-Baloise \| + 0" \| \| |                    |                                     |            |
| |                    |                                     |            |
| Kilde: ProCyclingStats |                    |                                     |            |
| Etaperesultat |                    |                                     |            |
| Rytter | Rytter             | Hold                                | Tid        |
| 1. | Bryan Coquard      | Vital Concept-B&B Hotels            | 3t 16' 42" |
| 2. | Sacha Modolo       | EF Education First                  | + 0"       |
| 3. | Pierre Barbier     | Natura4Ever-Roubaix Lille Métropole | + 0"       |
| 4. | Marc Sarreau       | Groupama-FDJ                        | + 0"       |
| 5. | Christophe Laporte | Cofidis, Solutions Crédits          | + 0"       |
| 6. | Tom Van Asbroeck   | Israel Cycling Academy              | + 0"       |
| 7. | Kenny Dehaes       | Wallonie Bruxelles                  | + 0"       |
| 8. | Roy Jans           | Corendon-Circus                     | + 0"       |
| 9. | Clément Venturini  | AG2R La Mondiale                    | + 0"       |
| 10. | Amaury Capiot      | Sport Vlaanderen-Baloise            | + 0"       |

| \| Samlede stilling \| Samlede stilling \| Samlede stilling \| Samlede stilling \| Samlede stilling \| \| Rytter \| Rytter \| Hold \| Tid \| \| \| ---------------- \| ------------------ \| ----------------------------------- \| ---------------- \| ---------------- \| \| 1. \| Bryan Coquard \| Vital Concept-B&B Hotels \| 3t 16' 32" \| \| \| 2. \| Sacha Modolo \| EF Education First \| + 4" \| \| \| 3. \| Pierre Barbier \| Natura4Ever-Roubaix Lille Métropole \| + 6" \| \| \| 4. \| Valentin Madouas \| Groupama-FDJ \| + 7" \| \| \| 5. \| Maxime Daniel \| Arkéa-Samsic \| + 8" \| \| \| 6. \| Julien Trarieux \| Delko Marseille Provence \| + 9" \| \| \| 7. \| Marc Sarreau \| Groupama-FDJ \| + 10" \| \| \| 8. \| Christophe Laporte \| Cofidis, Solutions Crédits \| + 10" \| \| \| 9. \| Tom Van Asbroeck \| Israel Cycling Academy \| + 10" \| \| \| 10. \| Kenny Dehaes \| Wallonie Bruxelles \| + 10" \| \| |                    |                                     |            |
| |                    |                                     |            |
| Kilde: ProCyclingStats |                    |                                     |            |
| Samlede stilling |                    |                                     |            |
| Rytter | Rytter             | Hold                                | Tid        |
| 1. | Bryan Coquard      | Vital Concept-B&B Hotels            | 3t 16' 32" |
| 2. | Sacha Modolo       | EF Education First                  | + 4"       |
| 3. | Pierre Barbier     | Natura4Ever-Roubaix Lille Métropole | + 6"       |
| 4. | Valentin Madouas   | Groupama-FDJ                        | + 7"       |
| 5. | Maxime Daniel      | Arkéa-Samsic                        | + 8"       |
| 6. | Julien Trarieux    | Delko Marseille Provence            | + 9"       |
| 7. | Marc Sarreau       | Groupama-FDJ                        | + 10"      |
| 8. | Christophe Laporte | Cofidis, Solutions Crédits          | + 10"      |
| 9. | Tom Van Asbroeck   | Israel Cycling Academy              | + 10"      |
| 10. | Kenny Dehaes       | Wallonie Bruxelles                  | + 10"      |

### 2. etape
| \| Etaperesultat \| Etaperesultat \| Etaperesultat \| Etaperesultat \| Etaperesultat \| \| Rytter \| Rytter \| Hold \| Tid \| \| \| ------------- \| ------------------ \| ----------------------------------- \| ------------- \| ------------- \| \| 1. \| Christophe Laporte \| Cofidis, Solutions Crédits \| 3t 30' 59" \| \| \| 2. \| Clément Venturini \| AG2R La Mondiale \| + 0" \| \| \| 3. \| Enzo Wouters \| Lotto-Soudal \| + 0" \| \| \| 4. \| Niccolò Bonifazio \| Direct Énergie \| + 0" \| \| \| 5. \| Roy Jans \| Corendon-Circus \| + 0" \| \| \| 6. \| Pierre Barbier \| Natura4Ever-Roubaix Lille Métropole \| + 0" \| \| \| 7. \| Kenny Dehaes \| Wallonie Bruxelles \| + 0" \| \| \| 8. \| Bram Welten \| Arkéa-Samsic \| + 0" \| \| \| 9. \| August Jensen \| Israel Cycling Academy \| + 0" \| \| \| 10. \| Marc Sarreau \| Groupama-FDJ \| + 0" \| \| |                    |                                     |            |
| |                    |                                     |            |
| Kilde: ProCyclingStats |                    |                                     |            |
| Etaperesultat |                    |                                     |            |
| Rytter | Rytter             | Hold                                | Tid        |
| 1. | Christophe Laporte | Cofidis, Solutions Crédits          | 3t 30' 59" |
| 2. | Clément Venturini  | AG2R La Mondiale                    | + 0"       |
| 3. | Enzo Wouters       | Lotto-Soudal                        | + 0"       |
| 4. | Niccolò Bonifazio  | Direct Énergie                      | + 0"       |
| 5. | Roy Jans           | Corendon-Circus                     | + 0"       |
| 6. | Pierre Barbier     | Natura4Ever-Roubaix Lille Métropole | + 0"       |
| 7. | Kenny Dehaes       | Wallonie Bruxelles                  | + 0"       |
| 8. | Bram Welten        | Arkéa-Samsic                        | + 0"       |
| 9. | August Jensen      | Israel Cycling Academy              | + 0"       |
| 10. | Marc Sarreau       | Groupama-FDJ                        | + 0"       |

| \| Samlede stilling \| Samlede stilling \| Samlede stilling \| Samlede stilling \| Samlede stilling \| \| Rytter \| Rytter \| Hold \| Tid \| \| \| ---------------- \| ------------------- \| ----------------------------------- \| ---------------- \| ---------------- \| \| 1. \| Christophe Laporte \| Cofidis, Solutions Crédits \| 6t 47' 31" \| \| \| 2. \| Bryan Coquard \| Vital Concept-B&B Hotels \| + 0" \| \| \| 3. \| Jérôme Cousin \| Direct Énergie \| + 3" \| \| \| 4. \| Clément Venturini \| AG2R La Mondiale \| + 4" \| \| \| 5. \| Sacha Modolo \| EF Education First \| + 4" \| \| \| 6. \| Pierre Barbier \| Natura4Ever-Roubaix Lille Métropole \| + 6" \| \| \| 7. \| Enzo Wouters \| Lotto-Soudal \| + 6" \| \| \| 8. \| Amaury Capiot \| Sport Vlaanderen-Baloise \| + 6" \| \| \| 9. \| Valentin Madouas \| Groupama-FDJ \| + 7" \| \| \| 10. \| Pierre-Luc Périchon \| Cofidis, Solutions Crédits \| + 7" \| \| |                     |                                     |            |
| |                     |                                     |            |
| Kilde: ProCyclingStats |                     |                                     |            |
| Samlede stilling |                     |                                     |            |
| Rytter | Rytter              | Hold                                | Tid        |
| 1. | Christophe Laporte  | Cofidis, Solutions Crédits          | 6t 47' 31" |
| 2. | Bryan Coquard       | Vital Concept-B&B Hotels            | + 0"       |
| 3. | Jérôme Cousin       | Direct Énergie                      | + 3"       |
| 4. | Clément Venturini   | AG2R La Mondiale                    | + 4"       |
| 5. | Sacha Modolo        | EF Education First                  | + 4"       |
| 6. | Pierre Barbier      | Natura4Ever-Roubaix Lille Métropole | + 6"       |
| 7. | Enzo Wouters        | Lotto-Soudal                        | + 6"       |
| 8. | Amaury Capiot       | Sport Vlaanderen-Baloise            | + 6"       |
| 9. | Valentin Madouas    | Groupama-FDJ                        | + 7"       |
| 10. | Pierre-Luc Périchon | Cofidis, Solutions Crédits          | + 7"       |

### 3. etape
| \| Etaperesultat \| Etaperesultat \| Etaperesultat \| Etaperesultat \| Etaperesultat \| \| Rytter \| Rytter \| Hold \| Tid \| \| \| ------------- \| ------------------- \| ----------------------------- \| ------------- \| ------------- \| \| 1. \| Marc Sarreau \| Groupama-FDJ \| 3t 26' 31" \| \| \| 2. \| Christophe Laporte \| Cofidis, Solutions Crédits \| + 0" \| \| \| 3. \| Mikel Aristi \| Euskadi Basque Country-Murias \| + 0" \| \| \| 4. \| Niccolò Bonifazio \| Direct Énergie \| + 0" \| \| \| 5. \| Bryan Coquard \| Vital Concept-B&B Hotels \| + 0" \| \| \| 6. \| Milan Menten \| Sport Vlaanderen-Baloise \| + 0" \| \| \| 7. \| Roy Jans \| Corendon-Circus \| + 0" \| \| \| 8. \| Clément Venturini \| AG2R La Mondiale \| + 0" \| \| \| 9. \| Baptiste Planckaert \| Wallonie Bruxelles \| + 0" \| \| \| 10. \| August Jensen \| Israel Cycling Academy \| + 0" \| \| |                     |                               |            |
| |                     |                               |            |
| Kilde: ProCyclingStats |                     |                               |            |
| Etaperesultat |                     |                               |            |
| Rytter | Rytter              | Hold                          | Tid        |
| 1. | Marc Sarreau        | Groupama-FDJ                  | 3t 26' 31" |
| 2. | Christophe Laporte  | Cofidis, Solutions Crédits    | + 0"       |
| 3. | Mikel Aristi        | Euskadi Basque Country-Murias | + 0"       |
| 4. | Niccolò Bonifazio   | Direct Énergie                | + 0"       |
| 5. | Bryan Coquard       | Vital Concept-B&B Hotels      | + 0"       |
| 6. | Milan Menten        | Sport Vlaanderen-Baloise      | + 0"       |
| 7. | Roy Jans            | Corendon-Circus               | + 0"       |
| 8. | Clément Venturini   | AG2R La Mondiale              | + 0"       |
| 9. | Baptiste Planckaert | Wallonie Bruxelles            | + 0"       |
| 10. | August Jensen       | Israel Cycling Academy        | + 0"       |

| \| Samlede stilling \| Samlede stilling \| Samlede stilling \| Samlede stilling \| Samlede stilling \| \| Rytter \| Rytter \| Hold \| Tid \| \| \| ---------------- \| ------------------ \| ----------------------------- \| ---------------- \| ---------------- \| \| 1. \| Christophe Laporte \| Cofidis, Solutions Crédits \| 10t 13' 56" \| \| \| 2. \| Bryan Coquard \| Vital Concept-B&B Hotels \| + 5" \| \| \| 3. \| Marc Sarreau \| Groupama-FDJ \| + 6" \| \| \| 4. \| Jérôme Cousin \| Direct Énergie \| + 9" \| \| \| 5. \| Clément Venturini \| AG2R La Mondiale \| + 10" \| \| \| 6. \| Mikel Aristi \| Euskadi Basque Country-Murias \| + 12" \| \| \| 7. \| Amaury Capiot \| Sport Vlaanderen-Baloise \| + 12" \| \| \| 8. \| Valentin Madouas \| Groupama-FDJ \| + 13" \| \| \| 9. \| Anthony Turgis \| Direct Énergie \| + 13" \| \| \| 10. \| Yoann Paillot \| Saint Michel-Auber 93 \| + 13" \| \| |                    |                               |             |
| |                    |                               |             |
| Kilde: ProCyclingStats |                    |                               |             |
| Samlede stilling |                    |                               |             |
| Rytter | Rytter             | Hold                          | Tid         |
| 1. | Christophe Laporte | Cofidis, Solutions Crédits    | 10t 13' 56" |
| 2. | Bryan Coquard      | Vital Concept-B&B Hotels      | + 5"        |
| 3. | Marc Sarreau       | Groupama-FDJ                  | + 6"        |
| 4. | Jérôme Cousin      | Direct Énergie                | + 9"        |
| 5. | Clément Venturini  | AG2R La Mondiale              | + 10"       |
| 6. | Mikel Aristi       | Euskadi Basque Country-Murias | + 12"       |
| 7. | Amaury Capiot      | Sport Vlaanderen-Baloise      | + 12"       |
| 8. | Valentin Madouas   | Groupama-FDJ                  | + 13"       |
| 9. | Anthony Turgis     | Direct Énergie                | + 13"       |
| 10. | Yoann Paillot      | Saint Michel-Auber 93         | + 13"       |

### 4. etape
| \| Etaperesultat \| Etaperesultat \| Etaperesultat \| Etaperesultat \| Etaperesultat \| \| Rytter \| Rytter \| Hold \| Tid \| \| \| ------------- \| ------------------- \| -------------------------- \| ------------- \| ------------- \| \| 1. \| Christophe Laporte \| Cofidis, Solutions Crédits \| 15' 39" \| \| \| 2. \| Tobias Ludvigsson \| Groupama-FDJ \| + 0" \| \| \| 3. \| Jimmy Janssens \| Corendon-Circus \| + 13" \| \| \| 4. \| Bauke Mollema \| Trek-Segafredo \| + 13" \| \| \| 5. \| Sep Vanmarcke \| EF Education First \| + 18" \| \| \| 6. \| Sebastian Langeveld \| EF Education First \| + 20" \| \| \| 7. \| Yoann Paillot \| Saint Michel-Auber 93 \| + 23" \| \| \| 8. \| Fabio Felline \| Trek-Segafredo \| + 30" \| \| \| 9. \| Valentin Madouas \| Groupama-FDJ \| + 30" \| \| \| 10. \| Eliot Lietaer \| Wallonie Bruxelles \| + 32" \| \| |                     |                            |         |
| |                     |                            |         |
| Kilde: ProCyclingStats |                     |                            |         |
| Etaperesultat |                     |                            |         |
| Rytter | Rytter              | Hold                       | Tid     |
| 1. | Christophe Laporte  | Cofidis, Solutions Crédits | 15' 39" |
| 2. | Tobias Ludvigsson   | Groupama-FDJ               | + 0"    |
| 3. | Jimmy Janssens      | Corendon-Circus            | + 13"   |
| 4. | Bauke Mollema       | Trek-Segafredo             | + 13"   |
| 5. | Sep Vanmarcke       | EF Education First         | + 18"   |
| 6. | Sebastian Langeveld | EF Education First         | + 20"   |
| 7. | Yoann Paillot       | Saint Michel-Auber 93      | + 23"   |
| 8. | Fabio Felline       | Trek-Segafredo             | + 30"   |
| 9. | Valentin Madouas    | Groupama-FDJ               | + 30"   |
| 10. | Eliot Lietaer       | Wallonie Bruxelles         | + 32"   |

## Resultater
| \| Samlede stilling \| Samlede stilling \| Samlede stilling \| Samlede stilling \| Samlede stilling \| \| Rytter \| Rytter \| Hold \| Tid \| \| \| ---------------- \| ------------------- \| -------------------------- \| ---------------- \| ---------------- \| \| 1. \| Christophe Laporte \| Cofidis, Solutions Crédits \| 10t 29' 35" \| \| \| 2. \| Tobias Ludvigsson \| Groupama-FDJ \| + 16" \| \| \| 3. \| Jimmy Janssens \| Corendon-Circus \| + 29" \| \| \| 4. \| Bauke Mollema \| Trek-Segafredo \| + 29" \| \| \| 5. \| Sep Vanmarcke \| EF Education First \| + 34" \| \| \| 6. \| Yoann Paillot \| Saint Michel-Auber 93 \| + 36" \| \| \| 7. \| Sebastian Langeveld \| EF Education First \| + 36" \| \| \| 8. \| Valentin Madouas \| Groupama-FDJ \| + 43" \| \| \| 9. \| Fabio Felline \| Trek-Segafredo \| + 46" \| \| \| 10. \| Eliot Lietaer \| Wallonie Bruxelles \| + 48" \| \| \| 11. \| Jonathan Hivert \| Direct Énergie \| + 48" \| \| \| 12. \| Anthony Turgis \| Direct Énergie \| + 51" \| \| \| 13. \| Thibault Guernalec \| Arkéa-Samsic \| + 51" \| \| \| 14. \| Romain Seigle \| Groupama-FDJ \| + 51" \| \| \| 15. \| Marc Sarreau \| Groupama-FDJ \| + 53" \| \| |                     |                            |             |
| |                     |                            |             |
| Kilde: ProCyclingStats |                     |                            |             |
| Samlede stilling |                     |                            |             |
| Rytter | Rytter              | Hold                       | Tid         |
| 1. | Christophe Laporte  | Cofidis, Solutions Crédits | 10t 29' 35" |
| 2. | Tobias Ludvigsson   | Groupama-FDJ               | + 16"       |
| 3. | Jimmy Janssens      | Corendon-Circus            | + 29"       |
| 4. | Bauke Mollema       | Trek-Segafredo             | + 29"       |
| 5. | Sep Vanmarcke       | EF Education First         | + 34"       |
| 6. | Yoann Paillot       | Saint Michel-Auber 93      | + 36"       |
| 7. | Sebastian Langeveld | EF Education First         | + 36"       |
| 8. | Valentin Madouas    | Groupama-FDJ               | + 43"       |
| 9. | Fabio Felline       | Trek-Segafredo             | + 46"       |
| 10. | Eliot Lietaer       | Wallonie Bruxelles         | + 48"       |
| 11. | Jonathan Hivert     | Direct Énergie             | + 48"       |
| 12. | Anthony Turgis      | Direct Énergie             | + 51"       |
| 13. | Thibault Guernalec  | Arkéa-Samsic               | + 51"       |
| 14. | Romain Seigle       | Groupama-FDJ               | + 51"       |
| 15. | Marc Sarreau        | Groupama-FDJ               | + 53"       |

| Samlede stilling | Samlede stilling    | Samlede stilling           | Samlede stilling | Samlede stilling |
| Rytter           | Rytter              | Hold                       | Tid              |                  |
| ---------------- | ------------------- | -------------------------- | ---------------- | ---------------- |
| 1.               | Christophe Laporte  | Cofidis, Solutions Crédits | 10t 29' 35"      |                  |
| 2.               | Tobias Ludvigsson   | Groupama-FDJ               | + 16"            |                  |
| 3.               | Jimmy Janssens      | Corendon-Circus            | + 29"            |                  |
| 4.               | Bauke Mollema       | Trek-Segafredo             | + 29"            |                  |
| 5.               | Sep Vanmarcke       | EF Education First         | + 34"            |                  |
| 6.               | Yoann Paillot       | Saint Michel-Auber 93      | + 36"            |                  |
| 7.               | Sebastian Langeveld | EF Education First         | + 36"            |                  |
| 8.               | Valentin Madouas    | Groupama-FDJ               | + 43"            |                  |
| 9.               | Fabio Felline       | Trek-Segafredo             | + 46"            |                  |
| 10.              | Eliot Lietaer       | Wallonie Bruxelles         | + 48"            |                  |
| 11.              | Jonathan Hivert     | Direct Énergie             | + 48"            |                  |
| 12.              | Anthony Turgis      | Direct Énergie             | + 51"            |                  |
| 13.              | Thibault Guernalec  | Arkéa-Samsic               | + 51"            |                  |
| 14.              | Romain Seigle       | Groupama-FDJ               | + 51"            |                  |
| 15.              | Marc Sarreau        | Groupama-FDJ               | + 53"            |                  |

| Pointkonkurrence | Pointkonkurrence   | Pointkonkurrence                    | Pointkonkurrence | Pointkonkurrence |
| Rytter           | Rytter             | Hold                                | Point            |                  |
| ---------------- | ------------------ | ----------------------------------- | ---------------- | ---------------- |
| 1.               | Christophe Laporte | Cofidis, Solutions Crédits          | 82 point         |                  |
| 2.               | Marc Sarreau       | Groupama-FDJ                        | 45 point         |                  |
| 3.               | Bryan Coquard      | Vital Concept-B&B Hotels            | 39 point         |                  |
| 4.               | Clément Venturini  | AG2R La Mondiale                    | 35 point         |                  |
| 5.               | Niccolò Bonifazio  | Direct Énergie                      | 33 point         |                  |
| 6.               | Roy Jans           | Corendon-Circus                     | 29 point         |                  |
| 7.               | Pierre Barbier     | Natura4Ever-Roubaix Lille Métropole | 26 point         |                  |
| 8.               | Sacha Modolo       | EF Education First                  | 21 point         |                  |
| 9.               | Tobias Ludvigsson  | Groupama-FDJ                        | 20 point         |                  |
| 10.              | Enzo Wouters       | Lotto-Soudal                        | 18 point         |                  |

| Pointkonkurrence | Pointkonkurrence   | Pointkonkurrence                    | Pointkonkurrence | Pointkonkurrence |
| Rytter           | Rytter             | Hold                                | Point            |                  |
| ---------------- | ------------------ | ----------------------------------- | ---------------- | ---------------- |
| 1.               | Christophe Laporte | Cofidis, Solutions Crédits          | 82 point         |                  |
| 2.               | Marc Sarreau       | Groupama-FDJ                        | 45 point         |                  |
| 3.               | Bryan Coquard      | Vital Concept-B&B Hotels            | 39 point         |                  |
| 4.               | Clément Venturini  | AG2R La Mondiale                    | 35 point         |                  |
| 5.               | Niccolò Bonifazio  | Direct Énergie                      | 33 point         |                  |
| 6.               | Roy Jans           | Corendon-Circus                     | 29 point         |                  |
| 7.               | Pierre Barbier     | Natura4Ever-Roubaix Lille Métropole | 26 point         |                  |
| 8.               | Sacha Modolo       | EF Education First                  | 21 point         |                  |
| 9.               | Tobias Ludvigsson  | Groupama-FDJ                        | 20 point         |                  |
| 10.              | Enzo Wouters       | Lotto-Soudal                        | 18 point         |                  |

| Bjergkonkurrence | Bjergkonkurrence    | Bjergkonkurrence           | Bjergkonkurrence | Bjergkonkurrence |
| Rytter           | Rytter              | Hold                       | Point            |                  |
| ---------------- | ------------------- | -------------------------- | ---------------- | ---------------- |
| 1.               | Edward Planckaert   | Sport Vlaanderen-Baloise   | 22 point         |                  |
| 2.               | Benjamin Declercq   | Sport Vlaanderen-Baloise   | 14 point         |                  |
| 3.               | Amaury Capiot       | Sport Vlaanderen-Baloise   | 12 point         |                  |
| 4.               | Pierre-Luc Périchon | Cofidis, Solutions Crédits | 8 point          |                  |
| 5.               | Axel Domont         | AG2R La Mondiale           | 6 point          |                  |
| 6.               | Romain Seigle       | Groupama-FDJ               | 4 point          |                  |
| 7.               | Quentin Pacher      | Vital Concept-B&B Hotels   | 4 point          |                  |
| 8.               | Fabio Felline       | Trek-Segafredo             | 2 point          |                  |
| 9.               | Jérôme Cousin       | Direct Énergie             | 2 point          |                  |
| 10.              | Romain Combaud      | Delko Marseille Provence   | 2 point          |                  |

| Bjergkonkurrence | Bjergkonkurrence    | Bjergkonkurrence           | Bjergkonkurrence | Bjergkonkurrence |
| Rytter           | Rytter              | Hold                       | Point            |                  |
| ---------------- | ------------------- | -------------------------- | ---------------- | ---------------- |
| 1.               | Edward Planckaert   | Sport Vlaanderen-Baloise   | 22 point         |                  |
| 2.               | Benjamin Declercq   | Sport Vlaanderen-Baloise   | 14 point         |                  |
| 3.               | Amaury Capiot       | Sport Vlaanderen-Baloise   | 12 point         |                  |
| 4.               | Pierre-Luc Périchon | Cofidis, Solutions Crédits | 8 point          |                  |
| 5.               | Axel Domont         | AG2R La Mondiale           | 6 point          |                  |
| 6.               | Romain Seigle       | Groupama-FDJ               | 4 point          |                  |
| 7.               | Quentin Pacher      | Vital Concept-B&B Hotels   | 4 point          |                  |
| 8.               | Fabio Felline       | Trek-Segafredo             | 2 point          |                  |
| 9.               | Jérôme Cousin       | Direct Énergie             | 2 point          |                  |
| 10.              | Romain Combaud      | Delko Marseille Provence   | 2 point          |                  |

| Ungdomskonkurrence | Ungdomskonkurrence | Ungdomskonkurrence                  | Ungdomskonkurrence | Ungdomskonkurrence |
| Rytter             | Rytter             | Hold                                | Tid                |                    |
| ------------------ | ------------------ | ----------------------------------- | ------------------ | ------------------ |
| 1.                 | Valentin Madouas   | Groupama-FDJ                        | 10t 30' 18"        |                    |
| 2.                 | Thibault Guernalec | Arkéa-Samsic                        | + 8"               |                    |
| 3.                 | Tom Wirtgen        | Wallonie Bruxelles                  | + 32"              |                    |
| 4.                 | Sean Bennett       | EF Education First                  | + 34"              |                    |
| 5.                 | Julien Mortier     | Wallonie Bruxelles                  | + 40"              |                    |
| 6.                 | Paolo Baccio       | Colpack                             | + 52"              |                    |
| 7.                 | Jordi Warlop       | Sport Vlaanderen-Baloise            | + 56"              |                    |
| 8.                 | Milan Menten       | Sport Vlaanderen-Baloise            | + 1' 07"           |                    |
| 9.                 | Alessandro Covi    | Colpack                             | + 1' 19"           |                    |
| 10.                | Pierre Idjouadiène | Natura4Ever-Roubaix Lille Métropole | + 2' 57"           |                    |

| Ungdomskonkurrence | Ungdomskonkurrence | Ungdomskonkurrence                  | Ungdomskonkurrence | Ungdomskonkurrence |
| Rytter             | Rytter             | Hold                                | Tid                |                    |
| ------------------ | ------------------ | ----------------------------------- | ------------------ | ------------------ |
| 1.                 | Valentin Madouas   | Groupama-FDJ                        | 10t 30' 18"        |                    |
| 2.                 | Thibault Guernalec | Arkéa-Samsic                        | + 8"               |                    |
| 3.                 | Tom Wirtgen        | Wallonie Bruxelles                  | + 32"              |                    |
| 4.                 | Sean Bennett       | EF Education First                  | + 34"              |                    |
| 5.                 | Julien Mortier     | Wallonie Bruxelles                  | + 40"              |                    |
| 6.                 | Paolo Baccio       | Colpack                             | + 52"              |                    |
| 7.                 | Jordi Warlop       | Sport Vlaanderen-Baloise            | + 56"              |                    |
| 8.                 | Milan Menten       | Sport Vlaanderen-Baloise            | + 1' 07"           |                    |
| 9.                 | Alessandro Covi    | Colpack                             | + 1' 19"           |                    |
| 10.                | Pierre Idjouadiène | Natura4Ever-Roubaix Lille Métropole | + 2' 57"           |                    |

### Holdkonkurrencen
| Holdkonkurrence | Holdkonkurrence          | Holdkonkurrence | Holdkonkurrence |
| Hold            | Hold                     | Tid             |                 |
| --------------- | ------------------------ | --------------- | --------------- |
| 1.              | Groupama-FDJ             | 31t 30' 38"     |                 |
| 2.              | Trek-Segafredo           | + 20"           |                 |
| 3.              | EF Education First       | + 30"           |                 |
| 4.              | Corendon-Circus          | + 56"           |                 |
| 5.              | Direct Énergie           | + 57"           |                 |
| 6.              | Vital Concept-B&B Hotels | + 1' 13"        |                 |
| 7.              | AG2R La Mondiale         | + 1' 18"        |                 |
| 8.              | Wallonie Bruxelles       | + 1' 21"        |                 |
| 9.              | Wanty-Groupe Gobert      | + 1' 24"        |                 |
| 10.             | Saint Michel-Auber 93    | + 1' 36"        |                 |

## Startliste
| AG2R La Mondiale ALM | AG2R La Mondiale ALM    | AG2R La Mondiale ALM |
| -------------------- | ----------------------- | -------------------- |
| Nr.                  | Rytter                  | Placering            |
| 1                    | Alexandre Geniez (FRA)  |                      |
| 2                    | François Bidard (FRA)   |                      |
| 3                    | Axel Domont (FRA)       |                      |
| 4                    | Ben Gastauer (LUX)      |                      |
| 5                    | Clément Venturini (FRA) |                      |
| 6                    | Larry Warbasse (USA)    |                      |
| 7                    | Quentin Jauregui (FRA)  |                      |

| Cofidis, Solutions Crédits COF | Cofidis, Solutions Crédits COF | Cofidis, Solutions Crédits COF |
| ------------------------------ | ------------------------------ | ------------------------------ |
| Nr.                            | Rytter                         | Placering                      |
| 11                             | Christophe Laporte (FRA)       | 1.                             |
| 12                             | Loïc Chetout (FRA)             |                                |
| 13                             | Marco Mathis (GER)             |                                |
| 14                             | Pierre-Luc Périchon (FRA)      |                                |
| 15                             | Geoffrey Soupe (FRA)           |                                |
| 16                             | Bert Van Lerberghe (BEL)       |                                |
| 17                             | Zico Waeytens (BEL)            |                                |

| Trek-Segafredo TFS | Trek-Segafredo TFS   | Trek-Segafredo TFS |
| ------------------ | -------------------- | ------------------ |
| Nr.                | Rytter               | Placering          |
| 21                 | Julien Bernard (FRA) |                    |
| 22                 | Fabio Felline (ITA)  |                    |
| 23                 | Alex Kirsch (LUX)    |                    |
| 24                 | Bauke Mollema (NED)  |                    |
| 25                 | Mads Pedersen (DEN)  |                    |
| 26                 | Jasper Stuyven (BEL) |                    |
| 27                 | Edward Theuns (BEL)  |                    |

| Groupama-FDJ GFC | Groupama-FDJ GFC        | Groupama-FDJ GFC |
| ---------------- | ----------------------- | ---------------- |
| Nr.              | Rytter                  | Placering        |
| 31               | Bruno Armirail (FRA)    |                  |
| 32               | Valentin Madouas (FRA)  |                  |
| 33               | Tobias Ludvigsson (SWE) |                  |
| 34               | Marc Sarreau (FRA)      |                  |
| 35               | Mickaël Delage (FRA)    |                  |
| 36               | Antoine Duchesne (CAN)  |                  |
| 37               | Romain Seigle (FRA)     |                  |

| EF Education First EF1 | EF Education First EF1    | EF Education First EF1 |
| ---------------------- | ------------------------- | ---------------------- |
| Nr.                    | Rytter                    | Placering              |
| 41                     | Sean Bennett (USA)        |                        |
| 42                     | Matti Breschel (DEN)      |                        |
| 43                     | Joe Dombrowski (USA)      |                        |
| 44                     | Sebastian Langeveld (NED) |                        |
| 45                     | Sacha Modolo (ITA)        |                        |
| 46                     | Julius van den Berg (NED) |                        |
| 47                     | Sep Vanmarcke (BEL)       |                        |

| Direct Énergie TDE | Direct Énergie TDE      | Direct Énergie TDE |
| ------------------ | ----------------------- | ------------------ |
| Nr.                | Rytter                  | Placering          |
| 51                 | Niccolò Bonifazio (ITA) |                    |
| 52                 | Jérôme Cousin (FRA)     |                    |
| 53                 | Jonathan Hivert (FRA)   |                    |
| 54                 | Paul Ourselin (FRA)     |                    |
| 55                 | Alexandre Pichot (FRA)  |                    |
| 56                 | Angélo Tulik (FRA)      |                    |
| 57                 | Anthony Turgis (FRA)    |                    |

| Lotto-Soudal LTS | Lotto-Soudal LTS        | Lotto-Soudal LTS |
| ---------------- | ----------------------- | ---------------- |
| Nr.              | Rytter                  | Placering        |
| 62               | Sander Armée (BEL)      |                  |
| 63               | Rémy Mertz (BEL)        |                  |
| 64               | Maxime Monfort (BEL)    |                  |
| 65               | Lawrence Naesen (BEL)   |                  |
| 66               | Brian van Goethem (NED) |                  |
| 67               | Enzo Wouters (BEL)      |                  |

| Vital Concept-B&B Hotels VCB | Vital Concept-B&B Hotels VCB | Vital Concept-B&B Hotels VCB |
| ---------------------------- | ---------------------------- | ---------------------------- |
| Nr.                          | Rytter                       | Placering                    |
| 71                           | Bryan Coquard (FRA)          |                              |
| 72                           | Julien Morice (FRA)          |                              |
| 73                           | Jonas Vangenechten (BEL)     |                              |
| 74                           | Cyril Gautier (FRA)          |                              |
| 75                           | Quentin Pacher (FRA)         |                              |
| 76                           | Kévin Réza (FRA)             |                              |
| 77                           | Pierre Rolland (FRA)         |                              |

| Sport Vlaanderen-Baloise SVB | Sport Vlaanderen-Baloise SVB | Sport Vlaanderen-Baloise SVB |
| ---------------------------- | ---------------------------- | ---------------------------- |
| Nr.                          | Rytter                       | Placering                    |
| 81                           | Amaury Capiot (BEL)          |                              |
| 82                           | Piet Allegaert (BEL)         |                              |
| 83                           | Benjamin Declercq (BEL)      |                              |
| 84                           | Edward Planckaert (BEL)      |                              |
| 85                           | Dries Van Gestel (BEL)       |                              |
| 86                           | Jordi Warlop (BEL)           |                              |
| 87                           | Milan Menten (BEL)           |                              |

| Delko Marseille Provence DMP | Delko Marseille Provence DMP   | Delko Marseille Provence DMP |
| ---------------------------- | ------------------------------ | ---------------------------- |
| Nr.                          | Rytter                         | Placering                    |
| 91                           | Romain Combaud (FRA)           |                              |
| 92                           | Eduard-Michael Grosu (ROU)     |                              |
| 93                           | Alexis Guérin (FRA)            |                              |
| 94                           | Przemysław Kasperkiewicz (POL) |                              |
| 95                           | Ramūnas Navardauskas (LTU)     |                              |
| 96                           | Evaldas Šiškevicius (LTU)      |                              |
| 97                           | Julien Trarieux (FRA)          |                              |

| Wallonie Bruxelles WVA | Wallonie Bruxelles WVA    | Wallonie Bruxelles WVA |
| ---------------------- | ------------------------- | ---------------------- |
| Nr.                    | Rytter                    | Placering              |
| 101                    | Kenny Dehaes (BEL)        |                        |
| 102                    | Eliot Lietaer (BEL)       |                        |
| 103                    | Tom Wirtgen (LUX)         |                        |
| 104                    | Julien Mortier (BEL)      |                        |
| 105                    | Baptiste Planckaert (BEL) |                        |
| 106                    | Franklin Six (BEL)        |                        |
| 107                    | Lukas Spengler (SUI)      |                        |

| Arkéa-Samsic PCB | Arkéa-Samsic PCB         | Arkéa-Samsic PCB |
| ---------------- | ------------------------ | ---------------- |
| Nr.              | Rytter                   | Placering        |
| 111              | Brice Feillu (FRA)       |                  |
| 112              | Élie Gesbert (FRA)       |                  |
| 113              | Romain Hardy (FRA)       |                  |
| 114              | Kévin Ledanois (FRA)     |                  |
| 115              | Thibault Guernalec (FRA) |                  |
| 116              | Bram Welten (NED)        |                  |
| 117              | Maxime Daniel (FRA)      |                  |

| Wanty-Gobert WGG | Wanty-Gobert WGG           | Wanty-Gobert WGG |
| ---------------- | -------------------------- | ---------------- |
| Nr.              | Rytter                     | Placering        |
| 121              | Alfdan De Decker (BEL)     |                  |
| 122              | Aimé De Gendt (BEL)        |                  |
| 123              | Thomas Degand (BEL)        |                  |
| 124              | Tom Devriendt (BEL)        |                  |
| 125              | Loïc Vliegen (BEL)         |                  |
| 126              | Yoann Offredo (FRA)        |                  |
| 127              | Pieter Vanspeybrouck (BEL) |                  |

| Corendon-Circus COC | Corendon-Circus COC   | Corendon-Circus COC |
| ------------------- | --------------------- | ------------------- |
| Nr.                 | Rytter                | Placering           |
| 131                 | Dries De Bondt (BEL)  |                     |
| 132                 | Stijn Devolder (BEL)  |                     |
| 133                 | Joeri Stallaert (BEL) |                     |
| 134                 | Roy Jans (BEL)        |                     |
| 135                 | Jimmy Janssens (BEL)  |                     |
| 136                 | Jonas Rickaert (BEL)  |                     |
| 137                 | Otto Vergaerde (BEL)  |                     |

| Gazprom-RusVelo GAZ | Gazprom-RusVelo GAZ     | Gazprom-RusVelo GAZ |
| ------------------- | ----------------------- | ------------------- |
| Nr.                 | Rytter                  | Placering           |
| 141                 | Artjom Nytj (RUS)       |                     |
| 142                 | Igor Bojev (RUS)        |                     |
| 143                 | Jevgenij Sjalunov (RUS) |                     |
| 144                 | Ivan Rovnyj (RUS)       |                     |
| 145                 | Aleksandr Porsev (RUS)  |                     |
| 146                 | Stepan Kurianov (RUS)   |                     |
| 147                 | Anton Vorobjov (RUS)    |                     |

| Israel Cycling Academy ICA | Israel Cycling Academy ICA | Israel Cycling Academy ICA |
| -------------------------- | -------------------------- | -------------------------- |
| Nr.                        | Rytter                     | Placering                  |
| 151                        | Alexander Cataford (CAN)   |                            |
| 152                        | Zakkari Dempster (AUS)     |                            |
| 153                        | August Jensen (NOR)        |                            |
| 154                        | Guy Niv (ISR)              |                            |
| 155                        | Benjamin Perry (CAN)       |                            |
| 156                        | Kristian Sbaragli (ITA)    |                            |
| 157                        | Tom Van Asbroeck (BEL)     |                            |

| Saint Michel-Auber 93 AUB | Saint Michel-Auber 93 AUB | Saint Michel-Auber 93 AUB |
| ------------------------- | ------------------------- | ------------------------- |
| Nr.                       | Rytter                    | Placering                 |
| 161                       | Nicolas Baldo (FRA)       |                           |
| 162                       | Kévin Le Cunff (FRA)      |                           |
| 163                       | Alo Jakin (EST)           |                           |
| 164                       | Tony Hurel (FRA)          |                           |
| 165                       | Anthony Maldonado (FRA)   |                           |
| 166                       | Yoann Paillot (FRA)       |                           |
| 167                       | Morne van Niekerk (RSA)   |                           |

| Euskadi Basque Country-Murias EUS | Euskadi Basque Country-Murias EUS | Euskadi Basque Country-Murias EUS |
| --------------------------------- | --------------------------------- | --------------------------------- |
| Nr.                               | Rytter                            | Placering                         |
| 171                               | Aritz Bagües (ESP)                |                                   |
| 172                               | Mikel Aristi (ESP)                |                                   |
| 173                               | Juan Antonio López-Cózar (ESP)    |                                   |
| 174                               | Sergio Rodríguez Reche (ESP)      |                                   |
| 175                               | Julen Irizar (ESP)                |                                   |
| 176                               | Ander Barrenetxea (ESP)           |                                   |
| 177                               | Urko Berrade (ESP)                |                                   |

| Amore & Vita-Prodir AMO | Amore & Vita-Prodir AMO   | Amore & Vita-Prodir AMO |
| ----------------------- | ------------------------- | ----------------------- |
| Nr.                     | Rytter                    | Placering               |
| 181                     | Pierpaolo Ficara (ITA)    |                         |
| 182                     | Maxence Moncassin (FRA)   |                         |
| 183                     | Marco Bernardinetti (ITA) |                         |
| 184                     | Iltjan Nika (ALB)         |                         |
| 185                     | Danilo Celano (ITA)       |                         |
| 186                     | Viesturs Lukševics (LAT)  |                         |
| 187                     | Jan-André Freuler (SUI)   |                         |

| Natura4Ever-Roubaix Lille Métropole NRL | Natura4Ever-Roubaix Lille Métropole NRL | Natura4Ever-Roubaix Lille Métropole NRL |
| --------------------------------------- | --------------------------------------- | --------------------------------------- |
| Nr.                                     | Rytter                                  | Placering                               |
| 191                                     | Christophe Masson (FRA)                 |                                         |
| 192                                     | Pierre Barbier (FRA)                    |                                         |
| 193                                     | Tom Dernies (BEL)                       |                                         |
| 194                                     | Thomas Vaubourzeix (FRA)                |                                         |
| 195                                     | Emiel Vermeulen (BEL)                   |                                         |
| 196                                     | Pierre Idjouadiène (FRA)                |                                         |
| 197                                     | Samuel Leroux (FRA)                     |                                         |

| Team Colpack CPK | Team Colpack CPK      | Team Colpack CPK |
| ---------------- | --------------------- | ---------------- |
| Nr.              | Rytter                | Placering        |
| 201              | Paolo Baccio (ITA)    |                  |
| 202              | Alessandro Covi (ITA) |                  |
| 203              | Jalel Duranti (ITA)   |                  |
| 204              | Luca Colnaghi (ITA)   |                  |
| 206              | Andrea Toniatti (ITA) |                  |

| Sovac CCS | Sovac CCS                 | Sovac CCS |
| --------- | ------------------------- | --------- |
| Nr.       | Rytter                    | Placering |
| 211       | Davide Rebellin (ITA)     | 63.       |
| 212       | Abderrahmane Hamza (ALG)  |           |
| 213       | Nassim Saidi (ALG)        |           |
| 214       | Boualem Belmoukhtar (ALG) |           |
| 215       | Laurent Évrard (BEL)      |           |
| 216       | Mohamed Bouzidi (ALG)     |           |

| AG2R La Mondiale ALM | AG2R La Mondiale ALM    | AG2R La Mondiale ALM |
| -------------------- | ----------------------- | -------------------- |
| Nr.                  | Rytter                  | Placering            |
| 1                    | Alexandre Geniez (FRA)  |                      |
| 2                    | François Bidard (FRA)   |                      |
| 3                    | Axel Domont (FRA)       |                      |
| 4                    | Ben Gastauer (LUX)      |                      |
| 5                    | Clément Venturini (FRA) |                      |
| 6                    | Larry Warbasse (USA)    |                      |
| 7                    | Quentin Jauregui (FRA)  |                      |

| Cofidis, Solutions Crédits COF | Cofidis, Solutions Crédits COF | Cofidis, Solutions Crédits COF |
| ------------------------------ | ------------------------------ | ------------------------------ |
| Nr.                            | Rytter                         | Placering                      |
| 11                             | Christophe Laporte (FRA)       | 1.                             |
| 12                             | Loïc Chetout (FRA)             |                                |
| 13                             | Marco Mathis (GER)             |                                |
| 14                             | Pierre-Luc Périchon (FRA)      |                                |
| 15                             | Geoffrey Soupe (FRA)           |                                |
| 16                             | Bert Van Lerberghe (BEL)       |                                |
| 17                             | Zico Waeytens (BEL)            |                                |

| Trek-Segafredo TFS | Trek-Segafredo TFS   | Trek-Segafredo TFS |
| ------------------ | -------------------- | ------------------ |
| Nr.                | Rytter               | Placering          |
| 21                 | Julien Bernard (FRA) |                    |
| 22                 | Fabio Felline (ITA)  |                    |
| 23                 | Alex Kirsch (LUX)    |                    |
| 24                 | Bauke Mollema (NED)  |                    |
| 25                 | Mads Pedersen (DEN)  |                    |
| 26                 | Jasper Stuyven (BEL) |                    |
| 27                 | Edward Theuns (BEL)  |                    |

| Groupama-FDJ GFC | Groupama-FDJ GFC        | Groupama-FDJ GFC |
| ---------------- | ----------------------- | ---------------- |
| Nr.              | Rytter                  | Placering        |
| 31               | Bruno Armirail (FRA)    |                  |
| 32               | Valentin Madouas (FRA)  |                  |
| 33               | Tobias Ludvigsson (SWE) |                  |
| 34               | Marc Sarreau (FRA)      |                  |
| 35               | Mickaël Delage (FRA)    |                  |
| 36               | Antoine Duchesne (CAN)  |                  |
| 37               | Romain Seigle (FRA)     |                  |

| EF Education First EF1 | EF Education First EF1    | EF Education First EF1 |
| ---------------------- | ------------------------- | ---------------------- |
| Nr.                    | Rytter                    | Placering              |
| 41                     | Sean Bennett (USA)        |                        |
| 42                     | Matti Breschel (DEN)      |                        |
| 43                     | Joe Dombrowski (USA)      |                        |
| 44                     | Sebastian Langeveld (NED) |                        |
| 45                     | Sacha Modolo (ITA)        |                        |
| 46                     | Julius van den Berg (NED) |                        |
| 47                     | Sep Vanmarcke (BEL)       |                        |

| Direct Énergie TDE | Direct Énergie TDE      | Direct Énergie TDE |
| ------------------ | ----------------------- | ------------------ |
| Nr.                | Rytter                  | Placering          |
| 51                 | Niccolò Bonifazio (ITA) |                    |
| 52                 | Jérôme Cousin (FRA)     |                    |
| 53                 | Jonathan Hivert (FRA)   |                    |
| 54                 | Paul Ourselin (FRA)     |                    |
| 55                 | Alexandre Pichot (FRA)  |                    |
| 56                 | Angélo Tulik (FRA)      |                    |
| 57                 | Anthony Turgis (FRA)    |                    |

| Lotto-Soudal LTS | Lotto-Soudal LTS        | Lotto-Soudal LTS |
| ---------------- | ----------------------- | ---------------- |
| Nr.              | Rytter                  | Placering        |
| 62               | Sander Armée (BEL)      |                  |
| 63               | Rémy Mertz (BEL)        |                  |
| 64               | Maxime Monfort (BEL)    |                  |
| 65               | Lawrence Naesen (BEL)   |                  |
| 66               | Brian van Goethem (NED) |                  |
| 67               | Enzo Wouters (BEL)      |                  |

| Vital Concept-B&B Hotels VCB | Vital Concept-B&B Hotels VCB | Vital Concept-B&B Hotels VCB |
| ---------------------------- | ---------------------------- | ---------------------------- |
| Nr.                          | Rytter                       | Placering                    |
| 71                           | Bryan Coquard (FRA)          |                              |
| 72                           | Julien Morice (FRA)          |                              |
| 73                           | Jonas Vangenechten (BEL)     |                              |
| 74                           | Cyril Gautier (FRA)          |                              |
| 75                           | Quentin Pacher (FRA)         |                              |
| 76                           | Kévin Réza (FRA)             |                              |
| 77                           | Pierre Rolland (FRA)         |                              |

| Sport Vlaanderen-Baloise SVB | Sport Vlaanderen-Baloise SVB | Sport Vlaanderen-Baloise SVB |
| ---------------------------- | ---------------------------- | ---------------------------- |
| Nr.                          | Rytter                       | Placering                    |
| 81                           | Amaury Capiot (BEL)          |                              |
| 82                           | Piet Allegaert (BEL)         |                              |
| 83                           | Benjamin Declercq (BEL)      |                              |
| 84                           | Edward Planckaert (BEL)      |                              |
| 85                           | Dries Van Gestel (BEL)       |                              |
| 86                           | Jordi Warlop (BEL)           |                              |
| 87                           | Milan Menten (BEL)           |                              |

| Delko Marseille Provence DMP | Delko Marseille Provence DMP   | Delko Marseille Provence DMP |
| ---------------------------- | ------------------------------ | ---------------------------- |
| Nr.                          | Rytter                         | Placering                    |
| 91                           | Romain Combaud (FRA)           |                              |
| 92                           | Eduard-Michael Grosu (ROU)     |                              |
| 93                           | Alexis Guérin (FRA)            |                              |
| 94                           | Przemysław Kasperkiewicz (POL) |                              |
| 95                           | Ramūnas Navardauskas (LTU)     |                              |
| 96                           | Evaldas Šiškevicius (LTU)      |                              |
| 97                           | Julien Trarieux (FRA)          |                              |

| Wallonie Bruxelles WVA | Wallonie Bruxelles WVA    | Wallonie Bruxelles WVA |
| ---------------------- | ------------------------- | ---------------------- |
| Nr.                    | Rytter                    | Placering              |
| 101                    | Kenny Dehaes (BEL)        |                        |
| 102                    | Eliot Lietaer (BEL)       |                        |
| 103                    | Tom Wirtgen (LUX)         |                        |
| 104                    | Julien Mortier (BEL)      |                        |
| 105                    | Baptiste Planckaert (BEL) |                        |
| 106                    | Franklin Six (BEL)        |                        |
| 107                    | Lukas Spengler (SUI)      |                        |

| Arkéa-Samsic PCB | Arkéa-Samsic PCB         | Arkéa-Samsic PCB |
| ---------------- | ------------------------ | ---------------- |
| Nr.              | Rytter                   | Placering        |
| 111              | Brice Feillu (FRA)       |                  |
| 112              | Élie Gesbert (FRA)       |                  |
| 113              | Romain Hardy (FRA)       |                  |
| 114              | Kévin Ledanois (FRA)     |                  |
| 115              | Thibault Guernalec (FRA) |                  |
| 116              | Bram Welten (NED)        |                  |
| 117              | Maxime Daniel (FRA)      |                  |

| Wanty-Gobert WGG | Wanty-Gobert WGG           | Wanty-Gobert WGG |
| ---------------- | -------------------------- | ---------------- |
| Nr.              | Rytter                     | Placering        |
| 121              | Alfdan De Decker (BEL)     |                  |
| 122              | Aimé De Gendt (BEL)        |                  |
| 123              | Thomas Degand (BEL)        |                  |
| 124              | Tom Devriendt (BEL)        |                  |
| 125              | Loïc Vliegen (BEL)         |                  |
| 126              | Yoann Offredo (FRA)        |                  |
| 127              | Pieter Vanspeybrouck (BEL) |                  |

| Corendon-Circus COC | Corendon-Circus COC   | Corendon-Circus COC |
| ------------------- | --------------------- | ------------------- |
| Nr.                 | Rytter                | Placering           |
| 131                 | Dries De Bondt (BEL)  |                     |
| 132                 | Stijn Devolder (BEL)  |                     |
| 133                 | Joeri Stallaert (BEL) |                     |
| 134                 | Roy Jans (BEL)        |                     |
| 135                 | Jimmy Janssens (BEL)  |                     |
| 136                 | Jonas Rickaert (BEL)  |                     |
| 137                 | Otto Vergaerde (BEL)  |                     |

| Gazprom-RusVelo GAZ | Gazprom-RusVelo GAZ     | Gazprom-RusVelo GAZ |
| ------------------- | ----------------------- | ------------------- |
| Nr.                 | Rytter                  | Placering           |
| 141                 | Artjom Nytj (RUS)       |                     |
| 142                 | Igor Bojev (RUS)        |                     |
| 143                 | Jevgenij Sjalunov (RUS) |                     |
| 144                 | Ivan Rovnyj (RUS)       |                     |
| 145                 | Aleksandr Porsev (RUS)  |                     |
| 146                 | Stepan Kurianov (RUS)   |                     |
| 147                 | Anton Vorobjov (RUS)    |                     |

| Israel Cycling Academy ICA | Israel Cycling Academy ICA | Israel Cycling Academy ICA |
| -------------------------- | -------------------------- | -------------------------- |
| Nr.                        | Rytter                     | Placering                  |
| 151                        | Alexander Cataford (CAN)   |                            |
| 152                        | Zakkari Dempster (AUS)     |                            |
| 153                        | August Jensen (NOR)        |                            |
| 154                        | Guy Niv (ISR)              |                            |
| 155                        | Benjamin Perry (CAN)       |                            |
| 156                        | Kristian Sbaragli (ITA)    |                            |
| 157                        | Tom Van Asbroeck (BEL)     |                            |

| Saint Michel-Auber 93 AUB | Saint Michel-Auber 93 AUB | Saint Michel-Auber 93 AUB |
| ------------------------- | ------------------------- | ------------------------- |
| Nr.                       | Rytter                    | Placering                 |
| 161                       | Nicolas Baldo (FRA)       |                           |
| 162                       | Kévin Le Cunff (FRA)      |                           |
| 163                       | Alo Jakin (EST)           |                           |
| 164                       | Tony Hurel (FRA)          |                           |
| 165                       | Anthony Maldonado (FRA)   |                           |
| 166                       | Yoann Paillot (FRA)       |                           |
| 167                       | Morne van Niekerk (RSA)   |                           |

| Euskadi Basque Country-Murias EUS | Euskadi Basque Country-Murias EUS | Euskadi Basque Country-Murias EUS |
| --------------------------------- | --------------------------------- | --------------------------------- |
| Nr.                               | Rytter                            | Placering                         |
| 171                               | Aritz Bagües (ESP)                |                                   |
| 172                               | Mikel Aristi (ESP)                |                                   |
| 173                               | Juan Antonio López-Cózar (ESP)    |                                   |
| 174                               | Sergio Rodríguez Reche (ESP)      |                                   |
| 175                               | Julen Irizar (ESP)                |                                   |
| 176                               | Ander Barrenetxea (ESP)           |                                   |
| 177                               | Urko Berrade (ESP)                |                                   |

| Amore & Vita-Prodir AMO | Amore & Vita-Prodir AMO   | Amore & Vita-Prodir AMO |
| ----------------------- | ------------------------- | ----------------------- |
| Nr.                     | Rytter                    | Placering               |
| 181                     | Pierpaolo Ficara (ITA)    |                         |
| 182                     | Maxence Moncassin (FRA)   |                         |
| 183                     | Marco Bernardinetti (ITA) |                         |
| 184                     | Iltjan Nika (ALB)         |                         |
| 185                     | Danilo Celano (ITA)       |                         |
| 186                     | Viesturs Lukševics (LAT)  |                         |
| 187                     | Jan-André Freuler (SUI)   |                         |

| Natura4Ever-Roubaix Lille Métropole NRL | Natura4Ever-Roubaix Lille Métropole NRL | Natura4Ever-Roubaix Lille Métropole NRL |
| --------------------------------------- | --------------------------------------- | --------------------------------------- |
| Nr.                                     | Rytter                                  | Placering                               |
| 191                                     | Christophe Masson (FRA)                 |                                         |
| 192                                     | Pierre Barbier (FRA)                    |                                         |
| 193                                     | Tom Dernies (BEL)                       |                                         |
| 194                                     | Thomas Vaubourzeix (FRA)                |                                         |
| 195                                     | Emiel Vermeulen (BEL)                   |                                         |
| 196                                     | Pierre Idjouadiène (FRA)                |                                         |
| 197                                     | Samuel Leroux (FRA)                     |                                         |

| Team Colpack CPK | Team Colpack CPK      | Team Colpack CPK |
| ---------------- | --------------------- | ---------------- |
| Nr.              | Rytter                | Placering        |
| 201              | Paolo Baccio (ITA)    |                  |
| 202              | Alessandro Covi (ITA) |                  |
| 203              | Jalel Duranti (ITA)   |                  |
| 204              | Luca Colnaghi (ITA)   |                  |
| 206              | Andrea Toniatti (ITA) |                  |

| Sovac CCS | Sovac CCS                 | Sovac CCS |
| --------- | ------------------------- | --------- |
| Nr.       | Rytter                    | Placering |
| 211       | Davide Rebellin (ITA)     | 63.       |
| 212       | Abderrahmane Hamza (ALG)  |           |
| 213       | Nassim Saidi (ALG)        |           |
| 214       | Boualem Belmoukhtar (ALG) |           |
| 215       | Laurent Évrard (BEL)      |           |
| 216       | Mohamed Bouzidi (ALG)     |           |